# Серхіо Альварес Конде
Серхіо Альварес Конде (нар. 3 серпня 1986, Катойра, Іспанія) — колишній іспанський галісійський футболіст, найбільше відомий як воротар футбольної команди «Сельта» з Віго.